# Donskoje (obwód lipiecki)
Donskoje (ros. Донское) – wieś (sieło) w Rosji, w obwodzie lipieckim, w rejonie zadońskim. W 2010 liczyła 3807 mieszkańców.